# Kate Elliott (auteur)
Pour les articles homonymes, voir Kate Elliot.
Œuvres principales
- Série La Couronne d'étoiles

Kate Elliott, de son vrai nom Alis A. Rasmussen, née le 27 juillet 1958 à Des Moines en Iowa, est un auteur américain de fantasy et de science-fiction. 

## Carrière
Plusieurs couvertures de ses livres en version originale ont été illustrées par Jim Burns.

## Œuvres

### En tant qu'Alis A. Rasmussen

#### SérieThe Highroad Trilogy
1. (en) A Passage of Stars, 1990
2. (en) Revolution's Shore, 1990
3. (en) The Price of Ransom, 1990

#### Romans indépendants
- (en) The Labyrinth Gate, 1988

### En tant que Kate Elliott

#### SérieThe Novels of the Jaran
1. (en) Jaran, 1992Finaliste du prix Locus du meilleur roman de science-fiction 1993
2. (en) An Earthly Crown, 1993
3. (en) His Conquering Sword, 1993
4. (en) The Law of Becoming, 1994

#### SérieLa Couronne d'étoiles(Crown of Stars)
1. Le Dragon du roi, Milady, 2010 ((en) King's Dragon, 1997)Finaliste du prix Nebula du meilleur roman 1997
2. Le Prince des chiens, Milady, 2010 ((en) Prince of Dogs, 1998)Finaliste du prix Locus du meilleur roman de fantasy 1999
3. (en) The Burning Stone, 1999
4. (en) Child of Flame, 2000
5. (en) The Gathering Storm, 2003
6. (en) In the Ruins, 2005
7. (en) The Crown of Stars, 2006

#### SérieCrossroads
1. (en) Spirit Gate, 2007
2. (en) Shadow Gate, 2008
3. (en) Traitor's Gate, 2009

#### SérieThe Spiritwalker Trilogy
1. (en) Cold Magic, 2010
2. (en) Cold Fire, 2011
3. (en) Cold Steel, 2013

#### SérieJessamy
1. (en) Court of Fives, 2015
2. (en) Poisoned Blade, 2016
3. (en) Buried Heart, 2017

#### SérieBlack Wolves
1. (en) Black Wolves, 2015

#### SérieThe Sun Chronicles
1. (en) Unconquerable Sun, 2020
2. (en) Furious Heaven, 2023

#### SérieWitch Roads
1. (en) The Witch Roads, 2025

#### Romans indépendants
- (en) The Golden Key, 1996Écrit avec Melanie Rawn et Jennifer Roberson. Finaliste du prix World Fantasy du meilleur roman 1997
- (en) Servant Mage, 2022
- (en) The Keeper's Six, 2023

#### Recueils de nouvelles
- (en) The History of the World Begins in Ice, 2024

#### Nouvelles
- (en) My Voice Is In My Sword, 1994Publié dans Weird Tales from Shakespeare
- (en) The Memory of Peace, 1995Publié dans Enchanted Forests
- (en) A Simple Act of Kindness, 1996Publié dans The Shimmering Door6
- (en) With God to Guard Her, 1996Publié dans Return to Avalon
- (en) The Gates of Joriun, 1997Publié dans Tarot Fantastic
- (en) Making the World Live Again, 1997Publié dans Zodiac Fantastic
- (en) Sunseeker, 2002Publié dans 30th Anniversary DAW Books Science Fiction